# Cleora callicrossa
Cleora callicrossa là một loài bướm đêm trong họ Geometridae.